# Двірський бал. Відень

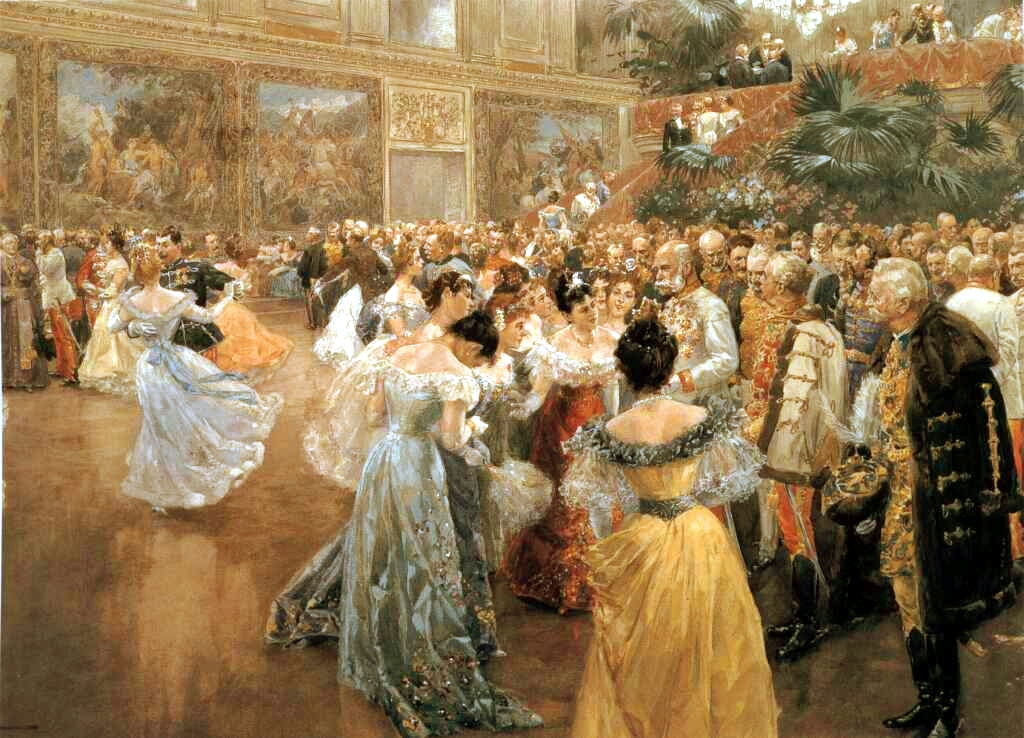
Двірський бал. Худ. В. Ґаузе. 1900

Двірський бал (нім. Hofball) - відбувався під час карнавалу за правління цісаря Франца Йосифа І (1848-1916), як другий по значимості після Придворного балу. Двірський бал був офіційним заходом правлячого імператора і він відкривав сезон балів. Бали припинили проводити з розпадом Австро-Угорської імперії.
Бал проходив у залах цісарської резиденції Гофбург. На відміну від Придворного балу тут брали участь представники дипломатичного корпусу, високопосадовці, офіцери віденського гарнізону, нобілітовані міщани. Найвищі гості отримували персональне запрошення від імператора, решта прості повідомлення. Бал розпочинався о 20:00 і о 20:30 розпорядник повідомляв імператора про приїзд усіх гостей. По впливовості формувався кортеж високопосадовців, дипломатів, що до 21:30 вітались з імператорською сім'єю. Після цього розпочинався виступ Двірського оркестру. Танець не був основою балу через неможливість одночасного виступу такої кількості гостей. Важливішим було мати місце для сидіння у першому ряді (нім. Cercle), що дозволяло перебувати у центрі подій.
Для молодих шляхетних дівчат, званих "Komtessen", участь у балі супроводжувалась представленням імператриці, що означало їхнє введення у доросле суспільство. Найбільшою честю було запрошення на чай з імператрицею, а шведський стіл призначався іншої частини гостей.
Особливе місце займав фуршет у вигляді шведського столу, їжу для якого готували в одній з 12 цісарських кухонь, вина з цісарських винних льохів. Особливістю столу був спеціальний суп Olio готували лише в час балу для 2000 порцій. Його рецепт ґрунтувався на іспанському густому супі (нім. Eintopf) Ollapotrida і він складався з 15 сортів м'яса, багатьох овочів, спецій. Столи сервірували глазурованими цукром каштанами.
Біля півночі імператорське подружжя покидало бал, що було сигналом для гостей про його завершення. Як прощальний подарунок кожен гість отримував відомі сувеніри Hofbonbonnieren, які згодом з гордістю зберігались і демонструвались друзям і знайомим.